# OnePlus One
OnePlus One (nome in codice Bacon) è il primo smartphone prodotto dall'azienda OnePlus ed è stato annunciato il 23 aprile del 2013. L'OPO, nome con cui è noto sui forum, è stato al centro dell'attenzione nel mondo della tecnologia e degli smartphone essendo il primo a essere concepito come "Flagship Killer". Tale dispositivo infatti montava componenti da top di gamma per l'epoca, pur mantenendo un prezzo decisamente accessibile.
Il compromesso vedeva sacrificata la facilità d'acquisto, disponibile solo tramite invito, decisione molto criticata che l'azienda cinese avrebbe abbandonato solo nel 2016.
Tramite diverse comunità open source, come ad esempio Lineage OS, l'OPO sta continuando il suo ciclo di sviluppo e aggiornamenti; attualmente si trova con Lineage 18.1 ad Android 11.